# Sara Teitelbaum
Sara Teitelbaum (* 7. Julijul. / 20. Juli 1910greg. in Tapa; † 7. Juni 1941 in Tallinn) war eine estnische Leichtathletin.

## Leben und Sport
Teitelbaum gehörte der jüdischen Gemeinde in Estland an. Sie besuchte das jüdische Gymnasium in Tallinn. Im Alter von 15 Jahren begann sie sportlich aktiv zu werden. 1928 wurde sie Mitglied des 1920 gegründeten estnischen Maccabi-Sportvereins. 
Während ihrer sportlichen Karriere war sie zwischen 1927 und 1930 17 Mal estnische Meisterin in verschiedenen Leichtathletikdisziplinen und stellte insgesamt 28 nationale Rekorde auf. Neben Leichtathletik betätigte sie sich auch in Volleyball und Basketball.
Sie starb Juni 1941 an Tuberkulose und wurde auf dem jüdischen Friedhof im Tallinner Stadtbezirk Rahumäe beigesetzt. Der estnische Gewichtheber Rubin Teitelbaum (1907–1941) ist ihr Bruder.